# Ouyang Bowen
Ouyang Bowen (chinesisch 欧阳博文, Pinyin Ōuyáng Bówén; * 19. Mai 1992 in Xinjiang) ist ein chinesischer Tennisspieler.

## Karriere
Ouyang Bowen spielt hauptsächlich auf der ATP Challenger Tour und der ITF Future Tour. Er feierte bislang einen Doppelsieg auf der Future Tour. Sein Debüt im Einzel auf der ATP World Tour gab er im September 2014 bei den Shenzhen Open, wo er nach erfolgreicher Qualifikation jedoch bereits in der Auftaktrunde gegen Santiago Giraldo in drei Sätzen verlor. Im Doppel erfolgte beim gleichen Turnier in Shenzhen der erste Auftritt auf World-Tour-Niveau. Hierbei bildete Ouyang ein Doppelpaar mit Wang Aoran, sie verloren jedoch ihr Auftaktdoppel gegen Samuel Groth und Chris Guccione klar in zwei Sätzen.